# Tinto Brass
Giovanni Tinto Brass (Velence, 1933. március 26. –) olasz filmrendező. Az 1960-as évek elejétől rendez. Az 1970-es évek közepétől műveiben egyértelműen az erotika került középpontba. Napjainkban az erotikus filmek egyik legjelentősebb alkotójaként tartják számon. Gyakran került összetűzésbe a cenzúrával, több filmje még hazáján kívül is csak vágott változatban került forgalomba. Számos filmjének ő a forgatókönyvírója és a vágója is, továbbá kisebb szerepeket játszik bennük.

## Út a filmvilágba
A gyermek Giovannit nagyapja becézte Tintorettónak, s innen származik a művésznévként használt „Tinto”. Brass eredetileg jogásznak készült, a Padovai Egyetemen jogi diplomát is szerzett. Ezután Párizsba ment, ahol a Cinémathèque Française-nél mint archivátor és filmvágó dolgozott. A filmezés gyakorlati fogásait olyan mesterek mellett sajátította el, mint Alberto Cavalcanti (La prima notte, 1959), Joris Ivens (L’Italia non è un paese povero, 1960) és Roberto Rossellini (India: Matri Bhumi és a Rovere tábornok, mindkettő 1959-ből). Különösen Rossellini volt rá nagy hatással, de példaképének tartja mestere másik tanítványát, Federico Fellinit is.

## Avantgárd kezdetek
Brass 1963-ban rendezte első saját filmjét A világ végén (In capo al mondo) címmel. A cenzúra csak erős vágások után engedélyezte a bemutatót, Brass viszont a vágások miatt új címet adott a műnek: Aki dolgozik, elveszett (Chi lavora è perduto). Következő alkotása, A lázadás folyója (1964) című dokumentumfilm már nemzetközi figyelmet keltett, s Brasst az új olasz film egyik ígéretes tehetségeként kezdték emlegetni. Újabb megbízásait Dino De Laurentiis producertől kapta. Először két epizódot (A kismadár, Az autó) forgatott Az én kis feleségem című szkeccsösszeállítás számára, majd szatirikus komédiát rendezett A repülő csészealj (1964) címmel. Mindkettőben a producer felesége, Silvana Mangano, valamint Alberto Sordi játszották a főszerepeket. (A repülő csészealj harmadik főszereplője Monica Vitti.) A jenki (1966) című western ugyancsak kiváltotta a cenzúra haragját. Brass ugyanis azzal kívánta felhívni a figyelmet az akkoriban különösen népszerű spagettiwesternek gyakran indokolatlan erőszakosságára, hogy saját munkájában a szélsőségekig vitte az erőszak bemutatását. Az elrendelt vágások miatt a rendező végül levetette nevét a film főcíméről. A spagettiwestern után a másik divatos olasz műfaj, a giallo került sorra: a Dobogó szívvel (1967) főszerepét Jean-Louis Trintignant alakította. A cenzorok szíverősítő után kapkodtak a Feketefehéren (1969) és Az üvöltés (1970) láttán: az előbbi bemutatását két évig nem is engedélyezték. Ezekben a filmekben igen erőteljesen, mondhatni sokkoló módon jelent meg az erotika, mely a későbbiekben Brass munkáinak vezérmotívuma lett. Előtte azonban két drámát rendezett Vanessa Redgrave és Franco Nero főszereplésével – Drop-out (1970), La Vacanza (1971).

## Szex, erotika, pornográfia

Caligula

Tinto Brass levonta a tanulságot korai filmjei visszhangjából, és stílust váltott. Ő maga azt állította, hogy azért fordult egyértelműen az erotika felé, mert meggyőződése, hogy nincs értelme szabadságról és bármi magasztos dologról filmet forgatni mindaddig, amíg az emberek fel nem szabadulnak szexuális gátlásaik, a sok idejétmúlt tabu nyomasztó hatása alól. Rosszmájúak szerint azonban csak a kereskedelmi sikereket kezdte hajkurászni. Első erotikus botrányfilmje, a Salon Kitty (1976) az egykori náci bordély történetének meglehetősen szabad feldolgozása. A cenzúra természetesen ragaszkodott a különösen merész jelenetek eltávolításához, melyek csak közel negyed század múlva, egy DVD kiadáson kerültek a közönség elé.
Az igazi botrányt azonban a Caligula (1979) okozta: a forgatástól a bemutatóig eltelt évek végképp szembefordították egymással az alkotókat. Bob Guccione producer a törvényeket kijátszva a felvett anyagot Párizsba csempészte, és saját maga vágta össze a filmet, melyhez a személyesen felvett pornográf anyagokat is felhasználta. Brass tiltakozott, és nem volt hajlandó rendezőként vállalni ezt a változatot. Guccione szerint az általa forgatott jelenetek nem merészebbek azoknál, amelyeket Brass vezetésével rögzítettek. Okulva a tapasztalatokból, Brass igyekezett kézben tartani új filmjét. A Felvétel! (1980) visszatérést jelentett korai alkotásai stílusához, de a produkció nem lett sikeres, noha meztelenségből ebbe is bőven jutott.

## Erotikus csúcspontok

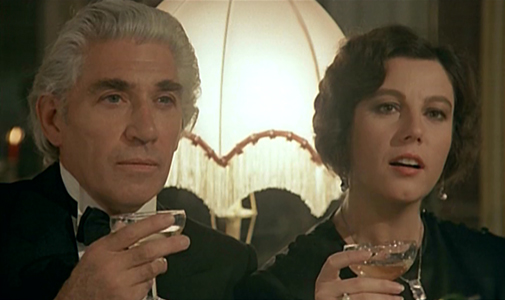
A kulcs (Frank Finlay és Stefania Sandrelli)

Tinto Brass az 1980-as években egymás után három olyan filmet forgatott, melyeket az erotikus filmek remekei között emlegetnek. A kulcs (1983) Tanizaki Dzsunicsiró magyarul is megjelent regényének szabad feldolgozása. A rendező a cselekményt a '30-as évek Velencéjébe helyezte át. A film nagy sikert aratott, nem utolsósorban Stefania Sandrelli merész jeleneteinek köszönhetően. A Miranda (1985) Carlo Goldoni Mirandolina című színdarabjának merész átértelmezése, melyben a Serena Grandi játszotta kikapós címszereplő a túlélést, a megújulást szimbolizálja. Mario Soldati Levelek Capriról című regényén alapul az Erotikus fantáziák (1987), amely Brass egyik kedvenc tételét fogalmazza meg: a kihűlőben lévő párkapcsolatokra jótékony hatással van egy kis hűtlenkedés. A Snackbár Budapest (1988) a thriller és az erotika összepárosítására tett sikertelen kísérlet volt. Az '50-es évek bordélyainak hangulatát nosztalgiázva felidéző Paprika (1991) óriási közönségsikernek bizonyult, de lesújtó kritikákat kapott.

## Tabudöntögetés

A kukkoló (Cristina Garavaglia és Francesco Casale)

Kétségtelenül nézőpont kérdése, vajon merész tabudöntögetésnek vagy szimpla szexfilmeknek tekintjük-e Brass legutóbbi munkáit. A Claudia Koll főszereplésével készült Cosi fan tutte a szodómia gyönyöreiről szólt. (A film címének semmi köze nincs Mozart azonos című operájához.) A kukkoló középpontjában az erekció állt, bizonyos képsorokban szó szerint. A rendező a bemutató időszakában azt nyilatkozta, hogy ezzel az alkotásával a filmművészet egyik utolsó tabuját, a merev férfi hímtag ábrázolásának tilalmát kívánta meghaladni. (Ezen a téren azért voltak korábbi próbálkozások is, például magától Brasstól is. A film egyébként Alberto Moravia egyik regénye alapján készült, de a szerző neve nem szerepel a stáblistán.) Az Érzelem ’45 ugyanazt a Camillo Boito-művet dolgozta fel, mint Luchino Visconti 1954-es remeke, az Érzelem. Brass saját elmondása szerint a Visconti által figyelmen kívül hagyott erotikus motívumokat akarta kiemelni. Az egyik vitatható beállításban még egykori mestere, Rossellini Róma, nyílt város (1945) című klasszikusát is megidézte. Az Érzelem '45 két főszerepét Anna Galiena és az egykori Mr. Itália, Gabriel Garko játszották.

## Tinta Brass
Brass felesége Carla Cipriani (1930. március 3. – 2006. augusztus 9.) volt, akit hazájában inkább Tinta Brass néven ismernek. Carla a kezdetektől fogva részt vett férje filmjeinek elkészítésében, különböző feladatokat látva el mellette. A Monella (1998) cselekménye állítólag Signora Brass életének fiatalkori eseményein alapul. (Más források szerint a rendező unokahúga volt a modell.) A házaspár kapcsolata nem volt éppen hagyományosnak mondható. Carla elnézte férje futó kalandjait filmjeinek színésznőcskéivel. Valószínűleg azt a női logikát követte, hogy egy feleség számára nem sok nő, hanem csak egyetlenegy jelent komoly vetélytársat. Házasságukból két gyermek született.

## Filmjei
- 1963 In capo al mondo / Chi lavora è perduto
- 1964 Ça ira – Il fiume della rivolta
- 1964 Az én kis feleségem (La Mia signora, a L'uccellino és a L'automobile című epizódok)
- 1964 A repülő csészealj (Il Disco volante)
- 1966 Yankee
- 1967 Dobogó szívvel (Col cuore in gola)
- 1969 Nerosubianco
- 1970 L’Urlo
- 1970 Drop-out
- 1971 La Vacanza
- 1971 I Miss Sonia Henie (társrendezők: Karpo Acimovic-Godina, Mladomir „Purisa” Djordjevic, Miloš Forman, Buck Henry, Dusan Makavejev, Paul Morrissey és Frederick Wiseman)
- 1976 Salon Kitty
- 1979 Caligula (Caligola) (rendezőként nem szerepel a stáblistán)
- 1980 Felvétel! (Action)
- 1983 A kulcs (La chiave)
- 1985 Miranda
- 1987 Erotikus fantáziák (Capriccio)
- 1988 Snackbár Budapest (Snack Bar Budapest)
- 1991 Paprika
- 1992 Così fan tutte
- 1994 A kukkoló (L’uomo che guarda)
- 1995 Tinto Brass postafiókja (Fermo posta Tinto Brass)
- 1998 Monella
- 2000 Trasgredire
- 2002 Érzelem '45 (Senso '45)
- 2003 Fallo!
- 2005 Monamour